# Generalni konzulat Republike Slovenije v Sydneyju
Generalni konzulat Republike Slovenije v Sydneyju je diplomatsko-konzularno predstavništvo (generalni konzulat) Republike Slovenije s sedežem v Sydneyju (Avstralija); spada pod okrilje Veleposlaništvu Republike Slovenije v Avstraliji.
Trenutni častni konzul je Alfred Brežnik.